# 김광림 (야구인)
김광림(金光林, 1961년 3월 9일 ~ )은 전 KBO 리그 쌍방울 레이더스의 외야수이자, 현 분당구B 리틀야구단 감독이다.

## 선수 시절
1984년 OB 베어스의 1차 지명을 받아 입단하였다. 1993년에 팀에서 타율 3할을 기록하여 OB 베어스의 중심 타자 역할을 하였으나, 선발진이 부족했던 OB 베어스의 사정으로 같은 해 11월 22일에 투수 강길룡을 상대로 최동창과 함께 1:2로 트레이드되었다. 하지만 OB 베어스로 이적한 강길룡은 단 6승에 그쳤고 급기야 1994년 OB 베어스 선수단 집단 이탈 사건의 주동자로 낙인찍힌 것 등의 이유 때문에 1999년을 마지막으로 은퇴하기 전까지 선수 생활 동안 10승 이상을 거둔 적이 없었으며  오히려 쌍방울로 트레이드된 김광림은 친정 팀이 우승하였던 1995년에 타격왕을 기록했다. 1996년 올스타전 동군의 멤버로 참가하여 미스터 올스타에 선정되었다. 1997년 6월 8일 현대 유니콘스에 공의식, 강영수를 상대로 1:2 트레이드 되었고, 현대 유니콘스에서 현역 시절의 단 한 번의 우승을 경험한 후 외야수 김갑중과 함께 쌍방울 레이더스로 돌아와 1999년 10월 5일 LG 트윈스전을 마지막으로 현역에서 은퇴했다.

## 야구선수 은퇴 후
은퇴 후 해설가로 활동했다.
2004년에 친정 팀으로 돌아와 타격코치를 맡았으며 2010년 박종훈의 LG 트윈스 감독 선임 이후 2군 감독을 맡았다가 2011년 박승호가 2군 감독이 되면서 2군 타격코치로 보직이 변경되었다. 그 해 10월 4일 2군 타격코치직에서 물러나고 NC 다이노스의 코치로 선임되었다.
2016년 시즌부터 NC 다이노스 1군 타격코치에서 물러나 고양 다이노스 타격코치로 보직을 바꿨다.
2016 시즌 종료 후 김진욱 감독의 부름을 받고 이광길과 함께 kt 위즈에 합류했다. 그리고 현재 분당B리틀야구단 감독을 맡고 있다.

## 출신 학교
- 대전자양초등학교
- 공주중학교
- 공주고등학교
- 고려대학교 무역학과

## 주요 기록
- 진한 바탕은 한국프로야구 최초 기록임

| 기록          | 날짜        | 소속   | 구장 | 상대팀 | 상대 투수 | 경기수 | 타석수 | 달성 당시 나이  | 기타        | 각주  |
| ------------- | ----------- | ------ | ---- | ------ | --------- | ------ | ------ | --------------- | ----------- | ----- |
| 1000안타      | 1995. 8. 11 | 쌍방울 | 전주 | 해태   |           | 1184   | 3997   | 34세 5개월 2일  | 역대 12번째 |       |
| 1500경기 출장 | 1998. 6. 4  | 현대   | 전주 | 쌍방울 |           |        |        | 37세 2개월 25일 |             | [ 6 ] |

## 통산 기록
| 년도 | 팀          | 타율  | 경기수 | 타수 | 안타 | 2루타 | 3루타 | 홈런 | 타점 | 득점 | 도루 | 도루 실패 | 4사구 | 삼진 | 병살타 | 희생타 | 장타율 |
| ---- | ----------- | ----- | ------ | ---- | ---- | ----- | ----- | ---- | ---- | ---- | ---- | --------- | ----- | ---- | ------ | ------ | ------ |
| 1984 | OB          | 0.245 | 83     | 151  | 37   | 7     | 1     | 2    | 21   | 18   | 4    | 4         | 13    | 25   | 3      | 8      | 0.344  |
| 1985 | OB          | 0.309 | 91     | 165  | 51   | 4     | 0     | 1    | 15   | 23   | 9    | 9         | 7     | 14   | 0      | 7      | 0.352  |
| 1986 | OB          | 0.246 | 101    | 256  | 63   | 10    | 0     | 1    | 23   | 21   | 6    | 10        | 30    | 25   | 3      | 19     | 0.297  |
| 1987 | OB          | 0.327 | 102    | 342  | 112  | 9     | 7     | 2    | 17   | 59   | 13   | 8         | 44    | 24   | 2      | 11     | 0.412  |
| 1988 | OB          | 0.312 | 101    | 311  | 97   | 21    | 4     | 2    | 28   | 45   | 8    | 8         | 31    | 31   | 3      | 13     | 0.424  |
| 1989 | OB          | 0.275 | 72     | 211  | 58   | 6     | 5     | 1    | 13   | 29   | 14   | 4         | 19    | 22   | 3      | 5      | 0.365  |
| 1990 | OB          | 0.165 | 82     | 188  | 31   | 6     | 3     | 1    | 21   | 16   | 1    | 4         | 21    | 26   | 4      | 8      | 0.245  |
| 1991 | OB          | 0.307 | 108    | 361  | 111  | 19    | 6     | 3    | 36   | 49   | 20   | 6         | 38    | 46   | 4      | 14     | 0.418  |
| 1992 | OB          | 0.287 | 119    | 383  | 110  | 16    | 3     | 1    | 31   | 45   | 13   | 6         | 33    | 38   | 2      | 10     | 0.352  |
| 1993 | OB          | 0.300 | 117    | 430  | 129  | 18    | 3     | 3    | 32   | 49   | 13   | 8         | 42    | 34   | 3      | 20     | 0.377  |
| 1994 | 쌍방울      | 0.240 | 119    | 388  | 93   | 15    | 4     | 4    | 31   | 56   | 20   | 7         | 40    | 49   | 5      | 15     | 0.330  |
| 1995 | 쌍방울      | 0.337 | 119    | 419  | 141  | 17    | 1     | 7    | 49   | 60   | 16   | 10        | 53    | 37   | 8      | 17     | 0.432  |
| 1996 | 쌍방울      | 0.303 | 126    | 449  | 136  | 19    | 6     | 2    | 49   | 69   | 15   | 4         | 48    | 63   | 8      | 10     | 0.385  |
| 1997 | 쌍방울 현대 | 0.292 | 117    | 346  | 101  | 14    | 5     | 2    | 32   | 43   | 9    | 9         | 40    | 44   | 3      | 9      | 0.379  |
| 1998 | 현대        | 0.255 | 102    | 216  | 55   | 8     | 2     | 3    | 21   | 26   | 4    | 3         | 31    | 37   | 4      | 17     | 0.352  |
| 1999 | 쌍방울      | 0.229 | 71     | 144  | 33   | 5     | 0     | 0    | 12   | 11   | 5    | 1         | 15    | 22   | 3      | 3      | 0.264  |
| 통산 | 16시즌      | 0.285 | 1630   | 4760 | 1358 | 194   | 50    | 35   | 431  | 619  | 170  | 101       | 505   | 537  | 58     | 186    | 0.369  |